# Théâtre Bolchoï Kamenny
Cet article possède un paronyme, voir Bolchoï.

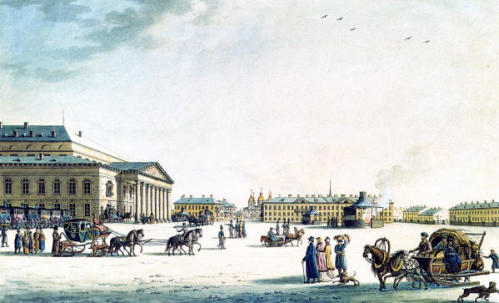
Le Bolchoï Kamenny.

Le Théâtre impérial Bolchoï Kamenny de Saint-Pétersbourg (Grand Théâtre de pierre de Saint-Pétersbourg, en russe Большой каменный театр) était un théâtre impérial situé à Saint-Pétersbourg en Russie.

## Histoire
Il fut construit en 1783, d'après un projet d'Antonio Rinaldi, dans le style néo-classique (dit Empire en russe). Il était en pierre (kamenny en russe) et fut reconstruit en 1802 par Jean-François Thomas de Thomon, puis en 1818, après un incendie. En 1836, il fut modernisé pour accueillir une machinerie plus adaptée.
Jusqu'en 1886, il abrita la troupe du Ballet impérial et la troupe de l'Opéra impérial.
Ce fut dans ses murs qu'eurent lieu les premières des opéras de Glinka Une vie pour le tsar (renommé pendant la période soviétique Ivan Soussanine), le 29 novembre 1836 et le 9 décembre 1842 celle de Rouslan et Ludmila. Beaucoup d'œuvres chorégraphiées par Marius Petipa, Jules Perrot ou Arthur Saint-Léon y furent présentées ; mais, à partir de 1860, l'ouverture du Théâtre Mariinsky provoquera le déménagement de la troupe impériale d'opéra. En 1886, les spectacles de ballets et d'opéras seront définitivement montés sur la scène du Mariinsky, spécialement modernisé.
Le théâtre Bolchoï Kamenny sera alors démoli pour laisser la place au conservatoire de Saint-Pétersbourg.

## Premières importantes
Opéras
- 1836 : Une vie pour le tsar de Mikhaïl Glinka
- 1842 : Rouslan et Ludmila de Mikhaïl Glinka
- 1862 : La forza del destino de Giuseppe Verdi

Ballets
- 1862 : La Fille du pharaon, chorégraphie de Marius Petipa, musique de Cesare Pugni
- 1877 : La Bayadère, chorégraphie de Marius Petipa, musique de Léon Minkus